# NMAX
De Nieuwe Markt van Amsterdam Exchanges (NMAX) was een aandelenindex van de Amsterdamse effectenbeurs waarop jonge, snelgroeiende bedrijven relatief eenvoudig risicodragend kapitaal konden aantrekken. De NMAX is in februari 1997 opgericht en is bij de stichting van Euronext in 2000 verdwenen.
De toelatingseisen waren in tegenstelling tot de officiële markt minder streng. Het minimum aan eigen vermogen wat bij toelating geëist werd, was slechts 1 miljoen euro. Verder hoefde een onderneming geen trackrecord voor te leggen en was winstgevendheid geen vereiste.
De verlichte regelgeving had echter een keerzijde. Net als ook de parallelmarkt in 1994 ten onder ging aan beursschandalen (Bobel, Newtron), was ook de NMAX onaantrekkelijk geworden voor zowel beursgangers als beleggers na de neergang van enkele genoteerde ondernemingen (Ring!Rosa, Newconomy).
Euronext ontwikkelde sinds 2006 een nieuw platform voor kleine en middelgrote ondernemingen onder de naam Alternext.